# Domra (chutor)
Domra (ros. Домра) – chutor w zachodniej Rosji, w sielsowiecie gostomlanskim rejonu miedwieńskiego w obwodzie kurskim.

## Geografia
Miejscowość położona jest 7 km od centrum administracyjnego sielsowietu (1-ja Gostomla), 22 km na północny zachód od centrum administracyjnego rejonu (Miedwienka), 32 km na południowy zachód od Kurska, 16,5 km od drogi magistralnej (federalnego znaczenia) M2 «Krym».
W chutorze znajduje się 8 posesji.
Klimat
Miejscowość, jak i cały rejon, znajduje się w strefie klimatu kontynentalnego z łagodnym ciepłym latem i równomiernie rozłożonymi opadami rocznymi (Dfb w klasyfikacji klimatów Köppena).

## Demografia
W 2010 r. chutor zamieszkiwały 3 osoby.